# Мархасин, Владимир Семёнович
Владимир Семёнович Марха́син (23 апреля 1941 года, пос. Партала, Сортавальский район, Карело-Финская ССР — 11 апреля 2015 года, Екатеринбург) — российский биофизик и физиолог, главный научный сотрудник и руководитель лаборатории математической физиологии Института иммунологии и физиологии УрО РАН, член-корреспондент РАН (с 22 мая 2003 года), заслуженный деятель науки Российской Федерации, профессор Уральского федерального университета.
В 1964 г. окончил лечебный факультет Свердловского государственного медицинского института.
Основным направлением научных исследований В. С. Мархасина была биомеханика миокарда. Совместно со своим однокурсником В. Я. Изаковым 
он начал регистрировать электрическую активность в препаратах миокарда. Эти результаты вошли в их кандидатские диссертации, которые они защитили   в 1968 году.
В 1974 году Изакову и Мархасину удалось создать небольшую группу по исследованию миокарда. Группа работала в помещении, выделенным 
руководителем отделения кардиохирургии  23-й городской клинической больницы профессором М. С. Савичевским. 
Он предоставил исследователям не только помещение, но и уникальный экспериментальный материал — образцы миокардиальной ткани человека, удаляемые во время некоторых операций на сердце.
Владимиром Семёновичем сформулирована теория хронической сердечной недостаточности как адаптивного и патологического феномена, основанная на исследованиях физиологии сердечной мышцы больных пороками сердца. В. С. Мархасиным разработаны экспериментальные и теоретические модели неоднородного миокарда, нового направления биофизики сердца. Совместно с учёными Оксфордского университета разработана математическая модель регуляции работы миокарда, позволяющая исследовать явление неоднородности миокарда. Одним из открытий Мархасина является то, что электромеханическая неоднородность мышечных клеток сердца является важным фактором, присущим нормальной работе сокращений миокарда. Для патологических состояний сердечной мышцы характерны нарушения структуры неоднородности, приводящие к нарушению сократительной функции и сердечного ритма.

## Некоторые публикации
- Izakov V. Ya., L. B. Katsnelson, F. A. Blyakhman, V. S. Markhasin and T. F. Shklyar. Cooperative effects due to calcium binding by troponin and their consequences for contraction and relaxation of cardiac muscle under various conditions of mechanical loading // Circulation Research. — 1991. — doi:10.1161/01.RES.69.5.1171.
- Olga Solovyova, Leonid Katsnelson, Slava Guriev, Larissa Nikitina, Yury Protsenko, Sergei Routkevitch, Vladimir Markhasin. Mechanical inhomogeneity of myocardium studied in parallel and serial cardiac muscle duplexes: experiments and models // Chaos, Solitons & Fractals. — 2002. — doi:10.1016/S0960-0779(01)00175-8.
- SOLOVYOVA O., VIKULOVA N., KATSNELSON L.B., MARKHASIN V.S., NOBLE P.J., GARNY A., KOHL P., NOBLE D. MECHANICAL INTERACTION OF HETEROGENEOUS CARDIAC MUSCLE SEGMENTS IN SILICO: EFFECTS ON Ca2+ HANDLING AND ACTION POTENTIAL // International Journal of Bifurcation and Chaos. — 2003.
- V.S Markhasin et al. Mechano-electric interactions in heterogeneous myocardium: development of fundamental experimental and theoretical models // Progress in Biophysics and Molecular Biology. — 2003. — doi:10.1016/S0079-6107(03)00017-8.
- Leonid B. Katsnelsona, Larissa V. Nikitina, Denis Chemla, Olga Solovyova, Catherine Coirault, Yves Lecarpentier, Vladimir S. Markhasin. Influence of viscosity on myocardium mechanical activity: a mathematical model (англ.) // Journal of Theoretical Biology[англ.]. — Elsevier, 2004. — doi:10.1016/j.jtbi.2004.05.007.
- Tatiana Sulman, Leonid B. Katsnelson, Olga Solovyova, Vladimir S. Markhasin. Mathematical modeling of mechanically modulated rhythm disturbances in homogeneous and heterogeneous myocardium with attenuated activity of Na+ -K+ pump // Bulletin of Mathematical Biology. — 2008. — doi:10.1007/s11538-007-9285-y.